# Black Earth (Wisconsin)
Black Earth – miasto w Stanach Zjednoczonych, w stanie Wisconsin, w hrabstwie Dane.